# Championnat du Cambodge de football 2016
Navigation
Édition précédente Édition suivante
La saison 2016 du Championnat du Cambodge de football est la trente-deuxième édition du championnat national de première division au Cambodge. Les dix meilleurs clubs du pays sont regroupés au sein d'une poule unique et s'affrontent deux fois au cours de la compétition, à domicile et à l'extérieur. En fin de saison, pour permettre le retour d'un championnat à 12 équipes, il n'y a pas de relégation et les deux meilleurs clubs de deuxième division sont promus.
C'est le club de Boeung Ket Angkor qui remporte la compétition cette saison après avoir terminé en tête du classement final, avec un seul point d'avance sur le National Defense Ministry FC et douze sur Nagaworld FC. C'est le second titre de champion du Cambodge de l'histoire du club.

## Les clubs participants
- Boeung Ket Angkor
- Asia Euro United
- Nagaworld FC
- CEMAC United FC
- National Defense Ministry FC
- National Police Commissary
- Phnom Penh Crown
- Svay Rieng FC
- Cambodian Tiger FC
- Western Phnom Penh

## Compétition

### Classement
Le classement est établi sur le barème de points classique (victoire à 3 points, match nul à 1, défaite à 0). Pour départager les égalités, on tient d'abord compte de la différence de buts générale, puis du nombre de buts marqués, puis des confrontations directes.
| Rang | Équipe                        | Pts | J  | G  | N | P  | Bp | Bc | Diff |
| ---- | ----------------------------- | --- | -- | -- | - | -- | -- | -- | ---- |
| 1    | Boeung Ket Angkor             | 47  | 18 | 15 | 2 | 1  | 56 | 15 | +41  |
| 2    | National Defense Ministry FCC | 46  | 18 | 15 | 1 | 2  | 45 | 15 | +30  |
| 3    | Nagaworld FC                  | 35  | 18 | 10 | 5 | 3  | 31 | 17 | +14  |
| 4    | Svay Rieng FC                 | 31  | 18 | 10 | 1 | 7  | 48 | 31 | +17  |
| 5    | Phnom Penh CrownT             | 28  | 18 | 8  | 4 | 6  | 32 | 20 | +12  |
| 6    | Cambodian Tiger FC            | 25  | 18 | 7  | 4 | 7  | 36 | 35 | +1   |
| 7    | National Police Commissary    | 17  | 18 | 4  | 5 | 9  | 20 | 32 | -12  |
| 8    | Western Phnom Penh            | 11  | 18 | 2  | 5 | 11 | 30 | 61 | -31  |
| 9    | CEMAC United FC               | 8   | 18 | 2  | 2 | 14 | 23 | 60 | -37  |
| 10   | Asia Euro United              | 6   | 18 | 1  | 3 | 14 | 16 | 51 | -35  |

|  | Qualification pour le Championnat du Mékong des clubs 2016 et la Coupe de l'AFC 2017 |
|  | Qualification pour la Coupe de l'AFC 2017                                            |
|  | T : Tenant du titre C : Vainqueur de la Coupe du Cambodge                            |

### Résultats
| Résultats (▼dom., ►ext.)     | AEU | BKA | TIG | CMA | NAG | NDM | NPC | PPC | PKR | WPP |
| Asia Euro United             |     | 0-5 | 1-3 | 1-5 | 0-1 | 1-4 | 0-1 | 0-4 | 1-3 | 3-3 |
| Boeung Ket Angkor            | 3-2 |     | 5-1 | 4-0 | 0-0 | 1-2 | 2-1 | 3-2 | 3-1 | 6-0 |
| Cambodian Tiger              | 4-1 | 1-2 |     | 2-1 | 1-1 | 1-2 | 2-1 | 0-0 | 3-4 | 6-0 |
| CEMAC United                 | 1-1 | 0-7 | 1-3 |     | 1-3 | 0-2 | 2-2 | 0-4 | 3-5 | 4-2 |
| Nagaworld FC                 | 5-1 | 1-2 | 2-2 | 4-1 |     | 0-1 | 2-1 | 2-1 | 2-1 | 1-1 |
| National Defense Ministry FC | 2-1 | 2-2 | 1-0 | 3-0 | 0-1 |     | 2-0 | 1-2 | 2-1 | 6-2 |
| National Police Commissary   | 0-0 | 1-7 | 1-2 | 1-0 | 1-2 | 1-4 |     | 0-0 | 1-0 | 2-2 |
| Phnom Penh Crown             | 0-2 | 0-1 | 3-1 | 4-2 | 1-1 | 0-1 | 3-0 |     | 1-0 | 3-1 |
| Svay Rieng FC                | 4-0 | 0-1 | 6-1 | 6-2 | 2-1 | 1-5 | 1-1 | 3-2 |     | 7-1 |
| Western Phnom Penh           | 3-1 | 1-2 | 3-3 | 6-0 | 0-2 | 1-5 | 1-5 | 2-2 | 1-3 |     |

## Bilan de la saison
| Championnat du Cambodge de football 2016                             |                              |
| Champion                                                             | Boeung Ket Angkor (2e titre) |
| Coupes et trophées                                                   |                              |
| Vainqueur de la Coupe du Cambodge 2016                               | National Defense Ministry FC |
| Qualifications continentales                                         |                              |
| Coupe de l'AFC 2017                                                  | Boeung Ket Angkor            |
| Coupe de l'AFC 2017                                                  | National Defense Ministry FC |
| Championnat du Mékong des clubs 2016                                 | Boeung Ket Angkor            |
| Promotions et relégations                                            |                              |
| Promus en Championnat du Cambodge de football                        | Electricité du Cambodge FC   |
| Promus en Championnat du Cambodge de football                        | Kirivong Sok Sen Chey FC     |
| Relégués en Championnat du Cambodge de football de deuxième division | Aucun                        |